# Sarbaz (Verwaltungsbezirk)
Sarbaz (persisch شهرستان سرباز) ist ein Schahrestan in der Provinz Sistan und Belutschistan im Iran. Er enthält die Stadt Sarbaz, welche die Hauptstadt des Verwaltungsbezirks ist. Der Bezirk grenzt im Osten an Pakistan an. 

## Demografie
Bei der Volkszählung 2016 betrug die Einwohnerzahl des Schahrestan 186.165. Die Alphabetisierung lag bei 40 Prozent der Bevölkerung. Knapp 15 Prozent der Bevölkerung lebten in urbanen Regionen.
| Zensusjahr | Einwohnerzahl |
| ---------- | ------------- |
| 2011       | 164.557       |
| 2016       | 186.165       |